# Klaus-Dieter Scheurle

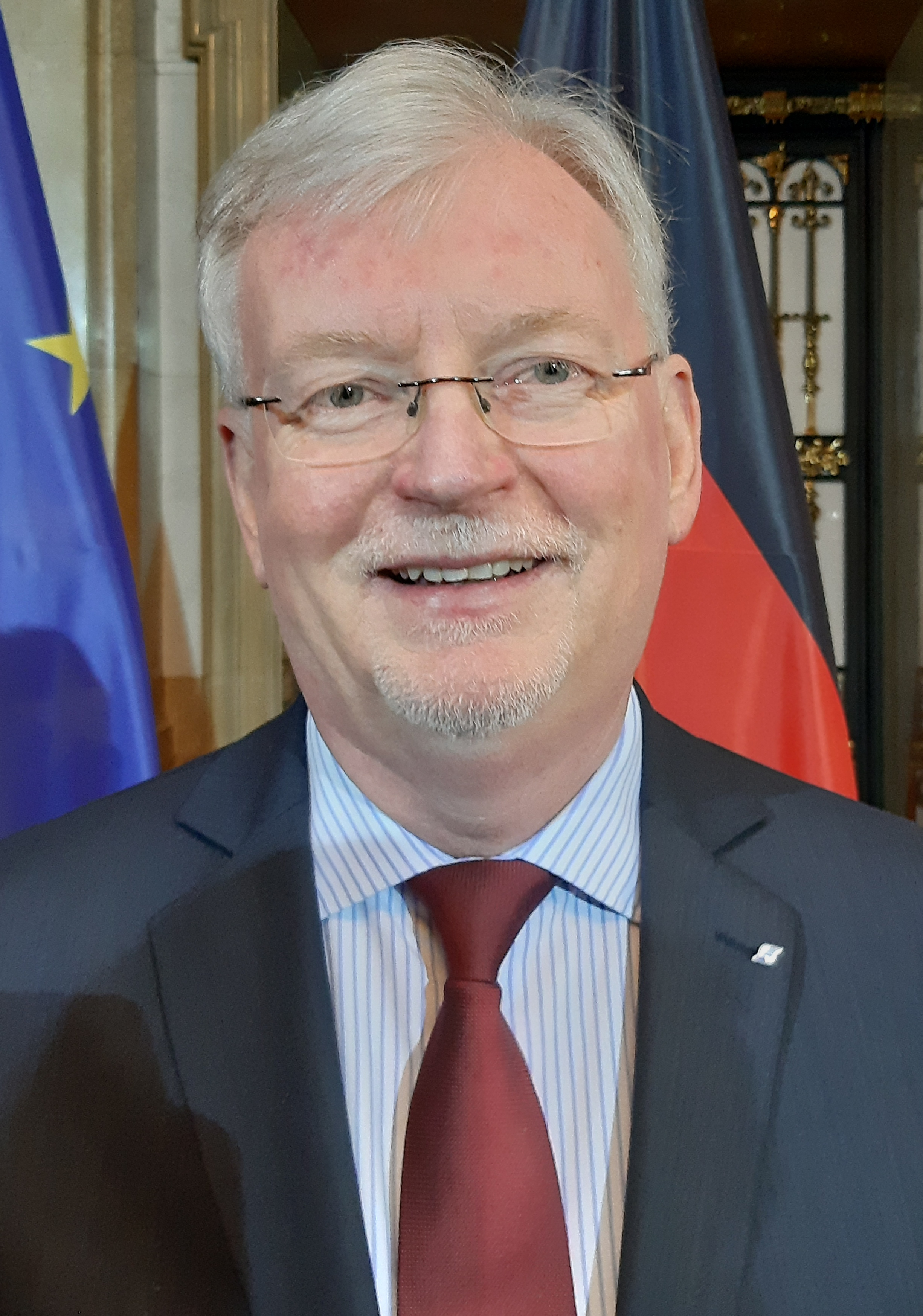
Klaus-Dieter Scheurle (2019)

Klaus-Dieter Scheurle (* 31. Oktober 1954 in Bad Cannstatt) ist ein deutscher Jurist und Vorsitzender des Aufsichtsrates des Flughafens Köln/Bonn.

## Leben
Klaus-Dieter Scheurle studierte Rechtswissenschaften an der Julius-Maximilians-Universität Würzburg. 1983 legte er sein zweites juristisches Staatsexamen in Bayern mit Prädikat ab. Er trat anschließend in den Staatsdienst im Bundesministerium der Justiz ein. Ab 1985 war er im Bayerischen Staatsministerium für Bundes- und Europaangelegenheiten tätig. Von 1989 bis 1993 war er als Büroleiter des Vorsitzenden der CSU-Landesgruppe im Deutschen Bundestag tätig und dann bis Ende 1994 Büroleiter des letzten Postministers Wolfgang Bötsch (CSU). 1995 wurde er Leiter der Grundsatzabteilung im Bundesministerium für Post und Telekommunikation (BMPT), von 1997 an Leiter der Abteilung Regulierung. Am 1. Januar 1998 wurde er Gründungspräsident der aus dem BMPT und dem Bundesamt für Post und Telekommunikation (BAPT) neu gegründeten Regulierungsbehörde für Telekommunikation und Post (RegTP) (ab 2005 Bundesnetzagentur); Hauptaufgabe war die Regulierung des Telekommunikationsmarktes in Deutschland, in deren Umsetzung er sich für eine Versteigerung der UMTS-Lizenzen entschied. Diese erzielte als Ergebnis 98 Milliarden DM.
Bis 2008 war er für die Schweizer Investmentbank Credit Suisse tätig. Seit 2005 ist er Honorarprofessor an der Fakultät für Betriebswirtschaft der Ludwig-Maximilians-Universität in München.
Am 5. November 2009 wurde Klaus-Dieter Scheurle von Peter Ramsauer zum beamteten Staatssekretär im Bundesministerium für Verkehr, Bau und Stadtentwicklung (BMVBS) berufen. In dieser Eigenschaft war Scheurle Mitglied des Aufsichtsrates der Deutschen Bahn AG.
Diese Position hatte er bis zum 21. Oktober 2012 inne; zu seinem Nachfolger wurde am 22. Oktober 2012 Staatssekretär Michael Odenwald ernannt.
Zum 1. Januar 2013 wechselte Scheurle als Vorsitzender der Geschäftsführung zur Deutschen Flugsicherung, deren Aufsichtsratsvorsitz er zuvor als Staatssekretär innehatte. 2020 schied er aus der Geschäftsführung aus.
Ende Januar 2021 wurde er als Vorsitzender des Aufsichtsrates des Flughafens Köln/Bonn gewählt. Seine Wiederwahl für weitere fünf Jahre erfolgte Ende April 2025.
Am 1. Juni 2018 wurde Klaus-Dieter Scheurle zum Präsidenten des Bundesverbands der Deutschen Luftverkehrswirtschaft (BDL) gewählt. Diese Funktion übte er bis zum 31. Mai 2020 aus; als Nachfolger wurde Peter Gerber ernannt.
Am 1. August 2019 wird Scheurle als ehrenamtliches Mitglied in den Präsidialrat der Björn Steiger Stiftung berufen, deren Ziel die Verbesserung der Notfallhilfe ist - in Deutschland und weltweit. Seit dem 15. Februar 2024 ist er dort Präsidialratsvorsitzender.
Scheurle ist Mitglied der Ludwig-Erhard-Stiftung. Seit 1975 ist er Mitglied der katholischen Studentenverbindung KDStV Markomannia Würzburg im CV.

## Schriften
- mit Thomas Mayen: Telekommunikationsgesetz (TKG). Verlag C. H. Beck, ISBN 3-406-52691-8.
- mit Herrmann-Josef Piepenbrock, Gernot Lehr und Thomas Mayen: Telekommunikationsgesetz. C. H. Beck 1997.
- mit Alexander Schaub, Otto Schlecht, Dieter Wolf und Berthold Sillich: Wettbewerb in vernetzten Märkten. Sinus, 2001, ISBN 3-88289-417-2.